# Prochaetodermatidae
De Prochaetodermatidae is een familie van schildvoetigen uit de orde Chaetodermatida.

## Geslachten
- Chevroderma Scheltema, 1985
- Claviderma Scheltema & Ivanov, 2000
- Dacryomica Ivanov & Scheltema, 2004
- Lonchoderma Salvini-Plawen, 1992
- Niteomica D. Ivanov, 1996
- Prochaetoderma Thiele, 1902
- Spathoderma Scheltema, 1985